# Arenillas de Riopisuerga
Arenillas de Riopisuerga es una localidad y un municipio situados en la provincia de Burgos, Castilla la Vieja, en la comunidad autónoma de Castilla y León (España), comarca de Odra-Pisuerga, partido judicial de Burgos, cabecera del ayuntamiento de su nombre.

## Geografía
En la margen izquierda del río Pisuerga junto a Palacios y frente a la localidad palentina de Lantadilla. Cruce de caminos entre las carreteras autonómicas BU-400 de Melgar a Castrojeriz y la BU-434 a Palacios y Lantadilla.

## Historia
Arenillas de Riopisuerga formaba parte, en su categoría de pueblos solos, del Partido de Castrojeriz, uno de los catorce que formaban la Intendencia de Burgos.

## Monumentos y lugares de interés

### Iglesia parroquial de Santa María
La iglesia parroquial está dedicada a Santa María, y pertenece al arciprestazgo de Amaya, diócesis de Burgos.
Incluye las localidades de Padilla de Abajo, Padilla de Arriba y Villasandino.

## Demografía
Arenillas de Riopisuerga cuenta con una población de 169 habitantes (INE 2024).
| Gráfica de evolución demográfica de Arenillas de Riopisuerga entre 1842 y 2021 |
| |
| Población de derecho según los censos de población del INE. Población de hecho según los censos de población del INE.En este censo se denominaba Arenillas de Río Pisuerga: 1842. |

| 1991 |  | 1996 |  | 2001 |  | 2004 |  | 2006 |  | 2013 |
| ---- |  | ---- |  | ---- |  | ---- |  | ---- |  | ---- |
| 241  |  | 235  |  | 228  |  | 221  |  | 202  |  | 187  |